# 科羅諾沃

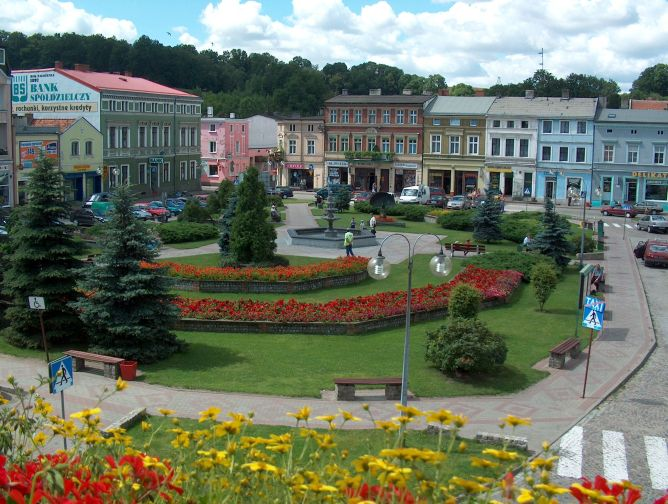

科羅諾沃是波蘭的城鎮，位於該國北部，距離首府比得哥什25公里，由庫亞維-波美拉尼亞省負責管轄，始建於七世紀，面積28.18平方公里，2010年人口11,029。

## 外部連結
- Municipal website （页面存档备份，存于） （波兰語）
- Koronowo portal （波兰語）
- Koronowo - camera on-line （页面存档备份，存于） （波兰語）
- Satellite photo from Google Maps （页面存档备份，存于）

53°19′N 17°57′E / 53.317°N 17.950°E